# Granville Sharp

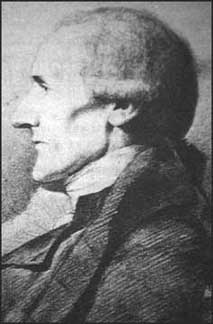
Granville Sharp.

Granville Sharp (Durham, 10 de noviembre de 1735 - Londres, 6 de julio de 1813) fue uno de los primeros activistas británicos que demandó la abolición del tráfico internacional de esclavos. También se involucró en la corrección de otras injusticias sociales. Sharp formuló un plan para establecer a los libertos negros en Sierra Leona, y fundó la St. George's Bay Company, una precursora de la Sierra Leone Company. Sus esfuerzos condujeron a la fundación de la provincia de Freedom, y más tarde de Freetown, en Sierra Leona y es considerado uno de los fundadores de este país. También fue un erudito de la Biblia y del clasicismo y un músico de talento.

## Lucha contra la esclavitud
En 1765 Sharp encontró a Jonathan Strong, un esclavo que había sido golpeado cruelmente por su amo y después abandonado en la calle, Sharp lo atendió, sufragó su tratamiento médico y le consiguió un empleo. Posteriormente su propietario lo reclamó y lo vendió a un granjero, llamado James Kerr por treinta libras. Los dos propietarios fueron llevados a los tribunales por Sharp, que denegaron el derecho a la propiedad de ambos sobre Jonathan Strong, que quedó libre. Sharp dedicó los dos años siguientes a realizar un profundo estudio de la legislación inglesa, especialmente en su aplicación a la libertad de las personas. Este caso convirtió a Sharp en un defensor de la causa abolicionista, y en los siguientes años, otros esclavos acudieron a él tratando de obtener su libertad. en 1769 Sharp publicó "A Representation of the Injustice and Dangerous Tendency of Tolerating Slavery ..., el primer tratado inglés que atacaba la esclavitud.
En enero de 1772, le solicitaron ayuda para el caso de James Somersett, un esclavo procedente de Virginia, que había sido llevado a Inglaterra por su amo en 1769, había huido de él en 1771, siendo capturado posteriormente y embarcado para ser trasladado a Jamaica.  Sin embargo algunos ciudadanos lograron paralizar el traslado y que el caso fuera revisado por la justicia inglesa, para determinar si su apresamiento había sido legal. Sharp se convirtió en el verdadero respaldo del caso, que fue resuelto finalmente el 22 de junio de 1772, en un pronunciamiento de William Murray, lord Mansfield, Chief Justice of England and Wales (presidente del Tribunal Supremo de Inglaterra), que dictaminó que era necesaria una norma o ley de derecho positivo que autorizara la esclavitud y que la falta de esta disposición aprobada por el parlamento, implicaba la ilegalidad del apresamiento, esto significaba que cualquier esclavo que pisara tierra inglesa podía obtener la libertad de forma inmediata.